# ناحیه روست، میشیگان
ناحیه روست (به انگلیسی: Rust Township) یک منطقهٔ مسکونی در ایالات متحده آمریکا است که در شهرستان مونمورانسی، میشیگان واقع شده‌است.
 ناحیه روست ۱۸۶٫۱ کیلومتر مربع مساحت و ۵۴۹ نفر جمعیت دارد و ۲۳۹ متر بالاتر از سطح دریا واقع شده‌است.